# Kasteel Mussenborg

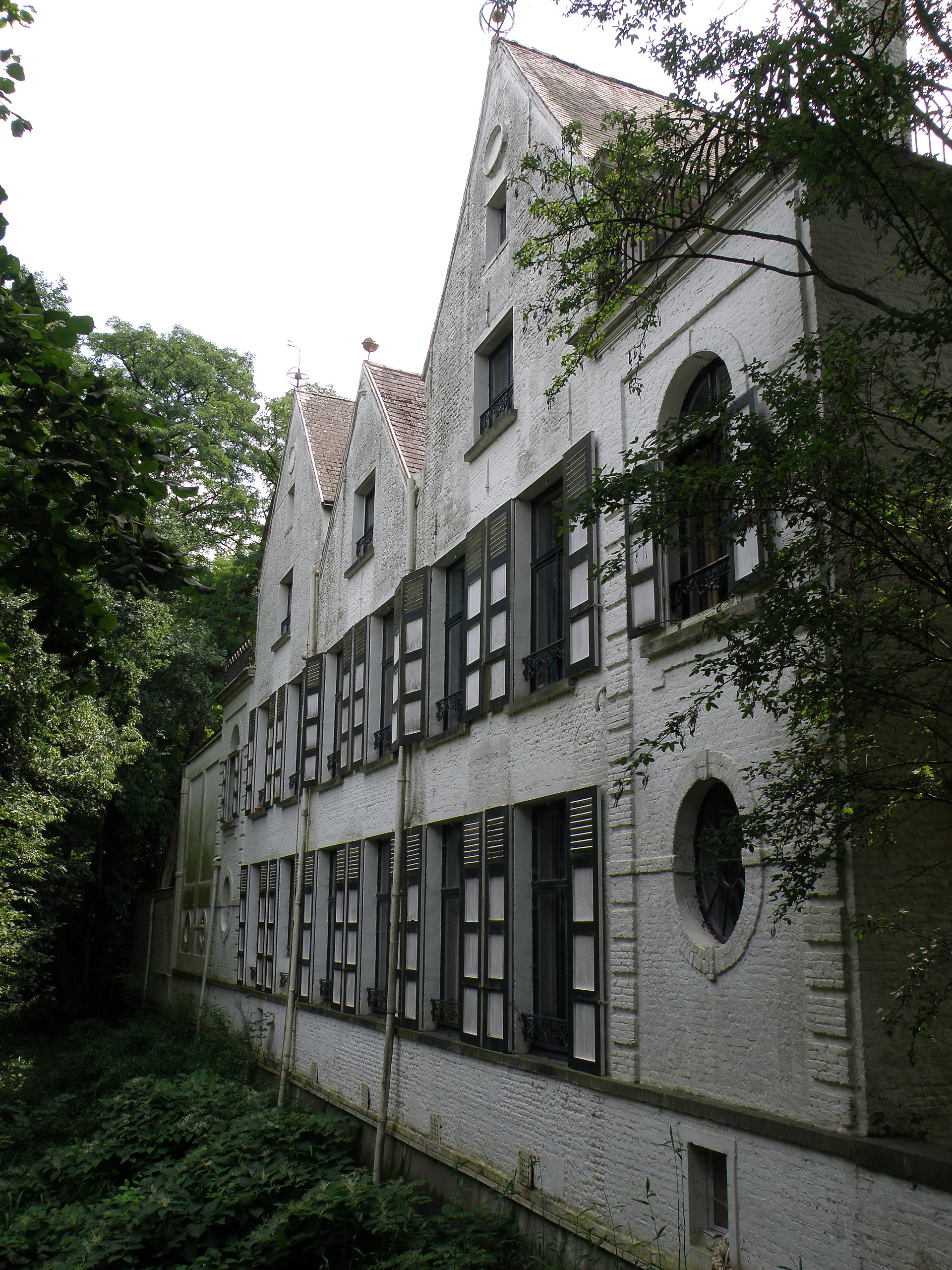
Kasteel Mussenborg

Kasteel Mussenborg is een kasteel in de Antwerpse plaats Edegem, gelegen aan de Mechelsesteenweg 396.

## Geschiedenis
In 1406 werd het domein voor het eerst vermeld als Goed te Kerkhove. In 1476 werd de naam Mussenborch voor het eerst gebruikt. In 1512 was er sprake van een hoeve en huis van plaisantie (buitenhuis). Omstreeks 1584 werd dit huis, en de bijbehorende brouwerij, afgebroken. In 1600 kwam het aan de brouwer Niclaes van Ginderdeuren en deze liet er kort voor 1625 een kasteel bouwen.
Tot in de 2e helft van de 19e eeuw was er een landbouwbedrijf in gevestigd. In 1867 werd het verkocht als een herenhuis met bijbehorende stal, koetshuis en dienstgebouwen.

## Gebouw
Het betreft een rechthoekig gebouw onder drie naast elkaar gelegen zadeldaken. Oorspronkelijk zou het L-vormig zijn geweest en in de 19e eeuw werd het aangevuld tot een rechthoekig geheel.